# Chapelle Notre-Dame de Montplacé
La chapelle de Notre-Dame de Montplacé est située à Jarzé en France. Elle fut construite sur au XVIIe siècle après la vision en ces lieux de la vierge Marie par une bergère.

## Localisation
La chapelle est située dans le département français de Maine-et-Loire, sur la commune de Jarzé.

## Description
La chapelle est de forme rectangulaire qui compose trois travées. Elle est couverte d'un toit en dos d'âne où se trouve un clocheton au centre.

## Histoire
Vers 1610, la légende raconte qu'une bergère aurait vu dans un appentis en forme d'arceau une statue ancienne de la vierge Marie s'illuminer. La dévotion populaire s'attacha à ce lieu et plusieurs cas de guérison furent signalés. Sous la direction du marquis de Jarzé, qui nommait le chapelain de Montplacé, une chapelle a été construite sur le lieu de l'apparition et fut achevée dans la deuxième moitié du XVIIe siècle.  
La chapelle abrite encore de nos jours cette statut en noyer de la vierge Marie qui daterait du XIIe siècle ou XIIIe siècle et qui est une pieta.
Tous les 15 août, pour la fête de l'Assomption de la Vierge, une procession se rend du bourg de Jarzé à la chapelle où une messe est célébrée.

## Historique
L'armateur et négociant nantais Piter Deurbroucq (1756-1831), député de la Loire-Inférieure et Président du Conseil général de Maine-et-Loire y est inhumé ainsi que plusieurs membres de sa famille. 
L'édifice est classé au titre des monuments historiques en 1950.